# Larry Clavier
Larry Clavier est un footballeur français, international guadeloupéen, né le 9 janvier 1981 à Bondy. 
Arrivé à Paris en 2001 de l'AS Le Moule (Guadeloupe), Larry Clavier mesure 1,81 m pour 78 kg. Joueur polyvalent qui peut jouer milieu défensif, milieu offensif mais aussi parfois attaquant.

## Biographie

### Carrière internationale
Appelé avec la sélection de la Guadeloupe pour la Gold Cup 2009 par Roger Salnot, il participe à la première rencontre face au Panama en rentrant en cours de match avec le numéro 20 puis face au Mexique en se procurant la seule action du match côté Guadeloupéen. Puis il est aligné dans le 11 de départ au poste de milieu offensif. Mené 2-0 Larry Clavier déborde sur le côté droit et passe le défenseur de vitesse avant de servir Alphonse seul devant les buts à la 64e minute ce qui leur fait revenir à 2-1. Larry Clavier sort a la 67e minute après une douleur musculaire à la jambe (score final 5-1).
- 1er match : Guadeloupe 2-1 Panama
- 2e match : Guadeloupe 2-0 Nicaragua
- 3e match : Guadeloupe 0-2 Mexique
- Quart de finale : Guadeloupe 1-5 Costa Rica